# Crystal Emmanuel
Crystal Emmanuel (Scarborough, 27 novembre 1991) è una velocista canadese.

## Palmarès
| Anno | Manifestazione           | Sede           | Evento      | Risultato  | Prestazione | Note                                     |
| ---- | ------------------------ | -------------- | ----------- | ---------- | ----------- | ---------------------------------------- |
| 2010 | Mondiali juniores        | Moncton        | 60 m piani  | Semifinale | 23"96       |                                          |
| 2012 | Giochi olimpici          | Londra         | 200 m piani | Semifinale | 23"28       |                                          |
| 2013 | Mondiali                 | Mosca          | 200 m piani | Batteria   | dq          |                                          |
| 2013 | Mondiali                 | Mosca          | 4×100 m     | 6ª         | 43"28       |                                          |
| 2013 | Giochi della Francofonia | Nizza          | 200 m piani | Oro        | 23"63       |                                          |
| 2013 | Giochi della Francofonia | Nizza          | 4×100 m     | 4ª         | 45"66       |                                          |
| 2014 | World Relays             | Nassau         | 4×100 m     | 9ª         | 43"33       |                                          |
| 2014 | Commonwealth             | Glasgow        | 100 m piani | Semifinale | 11"43       | Miglior prestazione personale stagionale |
| 2014 | Commonwealth             | Glasgow        | 200 m piani | Semifinale | 23"46       |                                          |
| 2014 | Commonwealth             | Glasgow        | 4×100 m     | 4ª         | 43"33       |                                          |
| 2015 | World Relays             | Nassau         | 4×100 m     | 4ª         | 42"85       | Record nazionale                         |
| 2015 | Giochi panamericani      | Toronto        | 100 m piani | Semifinale | 11"26       |                                          |
| 2015 | Giochi panamericani      | Toronto        | 4×100 m     | Bronzo     | 43"00       |                                          |
| 2015 | Mondiali                 | Pechino        | 100 m piani | Batteria   | 11"33       |                                          |
| 2015 | Mondiali                 | Pechino        | 200 m piani | Batteria   | 23"22       |                                          |
| 2015 | Mondiali                 | Pechino        | 4×100 m     | 6ª         | 43"05       |                                          |
| 2016 | Mondiali indoor          | Portland       | 60 m piani  | Semifinale | 7"23        | Miglior prestazione personale            |
| 2016 | Giochi olimpici          | Rio de Janeiro | 100 m piani | Batteria   | 11"43       |                                          |
| 2016 | Giochi olimpici          | Rio de Janeiro | 200 m piani | Semifinale | 23"05       |                                          |
| 2016 | Giochi olimpici          | Rio de Janeiro | 4×100 m     | 7ª         | 43"15       |                                          |
| 2017 | World Relays             | Nassau         | 4×100 m     | Batteria   | 44"98       |                                          |
| 2017 | Mondiali                 | Londra         | 100 m piani | Semifinale | 11"14       | Miglior prestazione personale            |
| 2017 | Mondiali                 | Londra         | 200 m piani | 7ª         | 22"60       |                                          |
| 2018 | Mondiali indoor          | Birmingham     | 60 m piani  | Semifinale | 7"27        |                                          |
| 2018 | Commonwealth             | Gold Coast     | 200 m piani | 5ª         | 22"70       |                                          |
| 2018 | Campionati NACAC         | Toronto        | 100 m piani | Bronzo     | 11"11       |                                          |
| 2018 | Campionati NACAC         | Toronto        | 200 m piani | Argento    | 22"67       |                                          |
| 2018 | Campionati NACAC         | Toronto        | 4×100 m     | Bronzo     | 43"50       |                                          |
| 2019 | World Relays             | Yokohama       | 4×100 m     | Batteria   | dq          |                                          |
| 2019 | Giochi panamericani      | Lima           | 100 m piani | 7ª         | 11"41       |                                          |
| 2019 | Giochi panamericani      | Lima           | 200 m piani | 4ª         | 22"89       |                                          |
| 2019 | Giochi panamericani      | Lima           | 4×100 m     | Argento    | 43"37       | Miglior prestazione personale stagionale |
| 2019 | Mondiali                 | Doha           | 100 m piani | Semifinale | 11"29       |                                          |
| 2019 | Mondiali                 | Doha           | 200 m piani | Semifinale | 22"65       | Miglior prestazione personale stagionale |
| 2021 | Giochi olimpici          | Tokyo          | 100 m piani | Semifinale | 11"21       |                                          |
| 2021 | Giochi olimpici          | Tokyo          | 200 m piani | Semifinale | 23"05       |                                          |
| 2022 | Mondiali                 | Eugene         | 100 m piani | Batteria   | 11"48       |                                          |
| 2022 | Campionati NACAC         | Freeport       | 100 m piani | 6ª         | 11"25       |                                          |
| 2024 | World Relays             | Nassau         | 4x100 m     | 7ª         | 43"09       |                                          |